# Karl Bömelburg
Karl Bömelburg (Elberfeld, 28 ottobre 1885 – Monaco di Baviera, 31 dicembre 1946) è stato un militare e poliziotto tedesco, SS-Sturmbannführer e capo della Gestapo in Francia durante la seconda guerra mondiale.
In particolare ebbe autorità sulla sezione IV J accusata della deportazione degli ebrei, di cui era responsabile Alois Brunner (inviato nel 1943 da Heinrich Müller).

## Biografia

### Primi anni
Durante la sua giovinezza trascorse cinque anni a Parigi, durante i quali imparò a parlare un francese quasi perfetto. Tornò in Germania, si sposò e iniziò a lavorare nella panetteria di famiglia a Berlino.
Nel 1931 divenne membro del Partito Nazista, unendosi alle SA prima e poi alle SS. Nel 1933 si unì alla Gestapo, dove divenne commissario dirigendo la Kripo a Berlino.
Nel 1938 entra a far parte dello staff di Joachim von Ribbentrop a Parigi. All'inizio di novembre fu incaricato delle indagini sull'omicidio di Ernst vom Rath. La faccenda fu rapidamente risolta e istituì un centro non ufficiale della Gestapo a Parigi. Lavorò anche a Lione e Saint-Étienne, sfruttando la sua conoscenza della lingua francese.
Nel gennaio 1939 fu espulso da Antoine Mondanel, ispettore generale della polizia giudiziaria, per aver aiutato le organizzazioni francesi di estrema destra e di quinta colonna. Si trasferì a Praga, divenendo consigliere della Gestapo e capo della sezione anti-Maquis. A Praga, fornì i documenti necessari, probabilmente anche sfruttando le tangenti, che permisero a Nicholas Winton e ai suoi colleghi di salvare 669 bambini ebrei fuggiti all'ultimo momento dalla Cecoslovacchia occupata dai nazisti.

### A Parigi
Il 14 giugno 1940, durante l'invasione tedesca della Francia, Bömelburg tornò in Francia nelle file della SD del colonnello Helmut Knochen in qualità di comandante della polizia di sicurezza (Kommandeur der Sicherheitspolizei, KdS). In agosto fu promosso tenente colonnello nelle SS, Heinrich Müller lo fece nominare suo rappresentante personale e capo della Gestapo (sezione IV del BdS che operò in Francia), con il titolo di direttore del dipartimento criminale. Le sue attività durante il periodo trascorso a Parigi passarono dalla repressione e dagli interrogatori all'uso frequente della tortura nei tribunali da parte dei suoi subordinati come Ernst Misselwitz, alle serate mondane e ai piccoli regali offerti da Henri Lafont, derivati dal mercato nero o dal bottino di guerra.
Uno dei desideri di Bömelburg fu quello di avere un allevamento di pollame e Henri Lafont obbedì dandogli una fattoria vicino a Giverny gestita dai suoi stessi uomini. I suoi uffici furono situati prima in rue des Saussaies 11 (dal 1940 al 1942), poi in Avenue Foch 84, e i suoi aiutanti furono lo Sturmbannführer Josef Kiefer come consulente penale, Heimboldt e Wolf.
Nel 1941 succedette a Rudy de Mérode al 43 di avenue Victor-Hugo a Neuilly, in una Gasthaus (una sorta di casa riservata agli ospiti "forzati"), che venne chiamata villa Boemelburg. Reclutò personalmente gli agenti, con l'iniziale B o Boe. Nell'estate del 1941 fece un viaggio nella zona francese non occupata per riattivare gli agenti prebellici, e in autunno supervisionò l'inchiesta su Paul Collette, che aveva tentato di assassinare Pierre Laval e Marcel Déat. Durante quell'anno diresse anche l'Orchestra Rossa, avviando l'Operazione Funkspiel contro i Soviet dei lavoratori.
Nell'autunno del 1942 mise in atto l'Aktion Donar e nel giugno 1943 fu l'ultimo alto ufficiale tedesco a vedere Jean Moulin vivo. Moulin fu arrestato il 21 giugno a Caluire, e poi trascorse due settimane (dal 25 giugno all'8 luglio) a villa Boemelburg prima di morire durante il viaggio in treno verso Berlino. Nel novembre 1943 Bömelburg fu sostituito da August Stindt.
Bömelburg fu trasferito a Vichy, dove rappresentò Carl Oberg, e poi nel giugno 1944 sostituì il capitano delle SS Hugo Geissler, ucciso in un'imboscata vicino a Murat, come capo della Gestapo nella zona meridionale della Francia. Il 28 agosto dello stesso anno assicurò il trasferimento del maresciallo Philippe Pétain a Sigmaringen, in qualità di capo della sicurezza, e poi il 29 aprile 1945 autorizzò la partenza di Pétain per la Svizzera.

### Nel dopoguerra
Nel maggio 1945, dopo la resa tedesca, Bömelburg e il suo capo della Gestapo a Berlino, Heinrich Müller, scomparvero e non furono più trovati. Bömelburg falsificò i documenti di un sergente Bergman, ucciso in bombardamento, e ne adottò la sua identità. Fu assunto come giardiniere vicino a Monaco, poi bibliotecario e diresse anche un gruppo di nazisti in fuga nella Spagna franchista. A Saint-Sylvestre, nel 1946, scivolò sul ghiaccio e morì per una ferita alla testa. 
In seguito suo figlio Ralf incise il suo nome sulla lapide di famiglia. Fu condannato a morte in contumacia il 2 marzo 1950 dal tribunale militare riunito a Lione; fu ricercato anche dalle autorità cecoslovacche per essere processato per crimini di guerra.